# عبد العزيز البحراني
عبد العزيز البحراني (مواليد 18 أبريل 1989) هو لاعب كرة قدم سعودي لعب سابقاً في نادي العدالة .

## وصلات خارجية
- عبد العزيز البحراني على موقع Soccerway.com (الإنجليزية)

- عبد العزيز البحراني